# دعياء (حريب)

تعديل مصدري - تعديل

دعباء هي إحدى قرى عزلة ال عقيل بمديرية حريب التابعة لمحافظة مأرب، بلغ تعداد سكانها 146 نسمة حسب تعداد اليمن لعام 2004.